# Gereformeerde kerk (Raamsdonksveer)
De Gereformeerde kerk is een voormalig kerkgebouw in de tot de Noord-Brabantse gemeente Geertruidenberg behorende plaats Raamsdonksveer, gelegen aan de Maasdijk 14.

## Geschiedenis
Vanaf 1894 bestond er een gereformeerd kerkgebouw in Raamsdonksveer. Daartoe werd een huis gekocht dat tot pastorie werd omgebouwd en achter dit huis verrees een kerk. Deze kerk werd echter in 1940 door oorlogsgeweld verwoest.
In 1946 werd op dezelfde plaats een nieuwe kerk in gebruik genomen. Het betrof een eenvoudig bakstenen kerkje onder zadeldak, voorzien van een vierkant torentje boven de voorgevel.
Na de kerkenfusie in 2004 beschikte de protestantse gemeente over twee kerken. Uiteindelijk koos men voor de Emmakerk en in 2014 werd de gereformeerde kerk te koop gezet. In 2017 werd de pastorie gesloopt. Het kerkgebouw is anno 2024 nog aanwezig.